# 알파 로메오 4C
알파 로메오 4C(영어: Alfa Romeo 4C)는 알파 로메오에서 2013년부터 2019년까지 생산했던 스포츠카이다.

## 변형 차종

### 알파 로메오 4C 스파이더

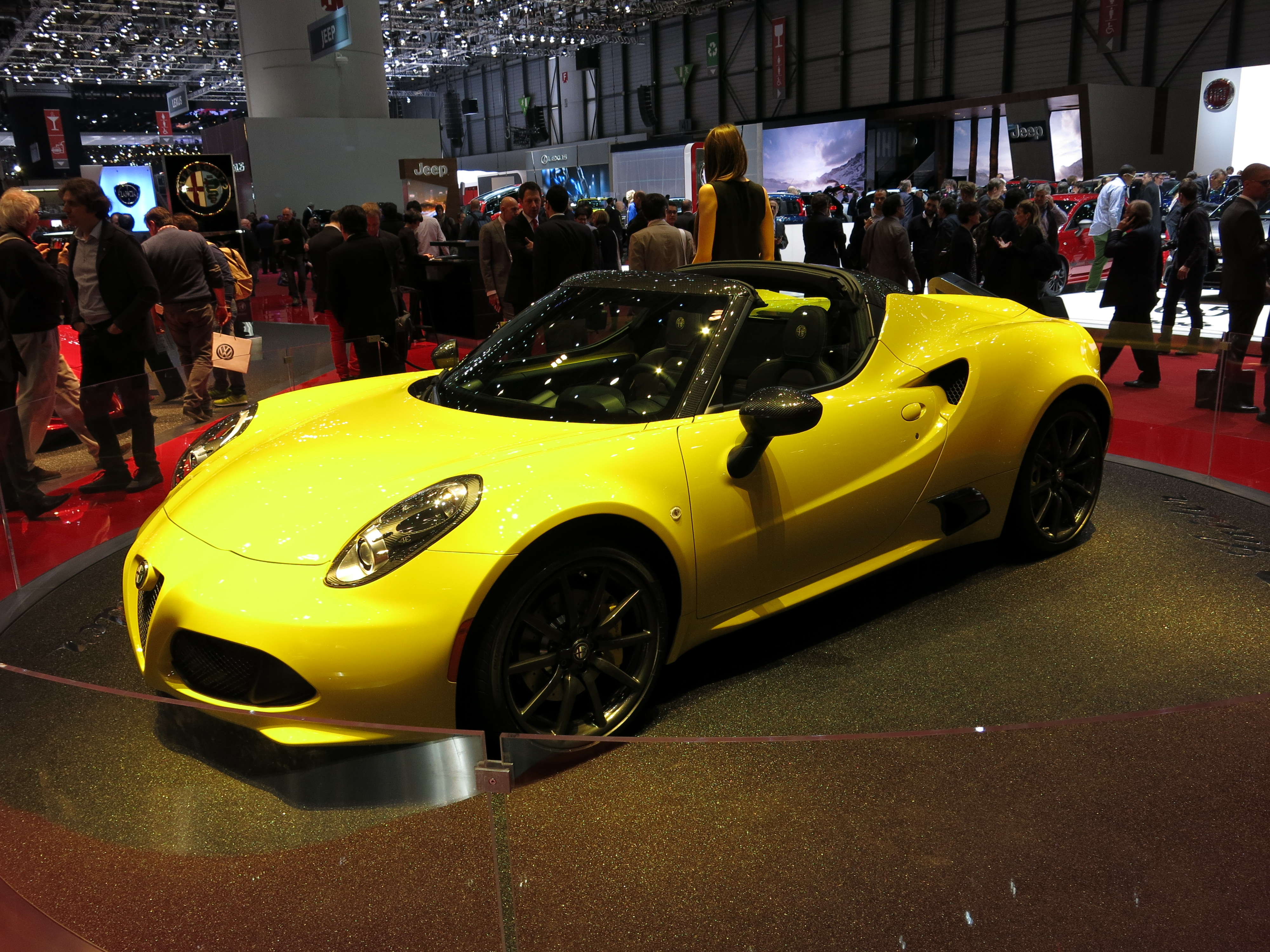
알파 로메오 4C 스파이더

4C의 스파이더 버전은 2014년 제네바 모터쇼에서 시제품 프로토타입을 미리 공개하였다.쿠페 버전과 엔진을 공유하는 4C 스파이더는 헤드라이트, 배기 가스, 엔진 후드와 같은 다양한 외부 부품과 탈착식 루프 패널이 특징인 다른 루프 섹션이 있다. 북미 사양 4C는 스파이더 변형에 대해 22파운드(10kg)(2,465파운드 대 2,487파운드)의 무게 차이를 반영한다. 최고 속도는 257 km/h (160 mph)이며 0에서 100 km/h (62 mph)까지 가속 시간은 4.5초이다.

## 수상
알파 로메오 4C가 받은 전세계상은 다음과 같다.
- 2015년 올해의 Performance Car of the Year[8]